# ماسيمو مونتي
ماسيمو مونتي (بالإيطالية: Massimo Monti)‏ هو سائق سباق إيطالي، ولد في 26 مارس 1962.

## روابط خارجية
- ماسيمو مونتي على موقع DriverDB.com (الإنجليزية)